# 教育部留学服务中心
教育部留学服务中心（英文： Chinese Service Center for Scholarly Exchange，简称CSCSE），对外又称中国留学服务中心，简称留服，是中华人民共和国教育部直属正司局级事业单位，主要负责出国留学、留学回国、来华留学以及教育国际交流与合作等领域的相关服务。其办公地点位于北京市海淀区北四环西路56号辉煌时代大厦6层 。

## 历史沿革
教育部留学服务中心的前身为高等教育部出国留学生集训办公室，成立于1964年7月。1981年，在集训办公室的基础上成立了教育部出国人员北京集训部；1983年更名为国家教育委员会出国留学人员北京集训部。
1987年，邓小平在北戴河中央政治局常委扩大会议上提议，成立一个专门机构从事留学服务工作。1989年3月31日，国家教育委员会留学服务中心正式成立，对外称中国留学服务中心。
1998年，国家教育委员会更名为教育部，该中心随之更名为教育部留学服务中心。

## 业务职能
教育部留学服务中心承担的业务职能包括：

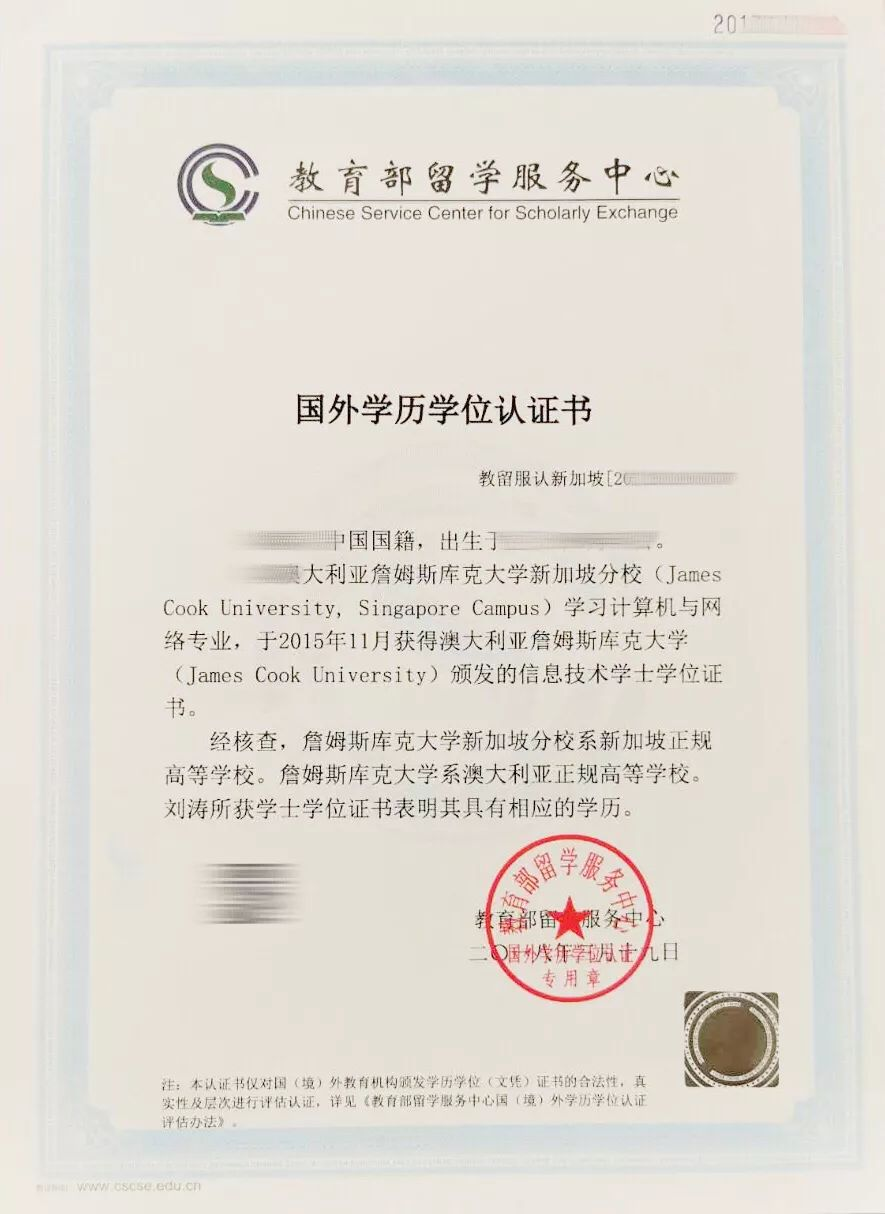
国外学历学位认证书样本

- 出国留学服务：公派留学相关业务；保管自费留学人员人事档案；公布中国公民主要留学国家的部分高校名单等业务。
- 留学回国服务：对国（境）外学历、学位进行认证，颁发《国外学历学位认证书》、《香港、澳门特别行政区学历学位认证书》和《台湾地区学历学位认证书》；办理留学回国人员就业和落户手续，开具《留学人员回国工作就业报到证》和《落户介绍信》。
- 来华留学业务
- 国际交流与合作业务
- 教育外事服务
- 网络信息服务

## 机构设置
教育部留学服务中心设置下列机构：

### 内设机构
- 党政办公室
- 纪委办公室（审计处）
- 人事处
- 财务处
- 出国事务处
- 护照签证处
- 回国人才交流处
- 来华事务处
- 国外事务处
- 国际合作处
- 创新创业服务处
- 国（境）外学历学位认证一处
- 国（境）外学历学位认证二处
- 留学人员档案管理处
- 信息网络处

### 企业单位
- 北京嘉华世达国际教育交流有限公司（全资企业）
- 北京吟虹国际教育咨询有限公司（控股企业）